# Alexander Korenado
Alexander Alf Tomas Korenado, tidigare Andersson, född 21 februari 1996 i Varbergs församling i Halland, är en svensk artist.

## Privatliv
Alexander Korenado är son till buskis-skådespelerskan Annika Andersson och Tomas Korenado, GAIS tidigare ordförande. Hela familjen hette Andersson från 1989, men bytte till Korenado år 2018. Han är lillebror till Carl-Oscar Korenado.

## Scen-/filmografi (urval)
- 2021 – Sommarbuskis (buskis-revy)
- 2024 – Korvfabrikören (buskis-fars)